# Eleições estaduais no Piauí em 1990
As eleições estaduais no Piauí em 1990 ocorreram em 3 de outubro como parte das eleições gerais em 26 estados e no Distrito Federal. Foram eleitos o governador Freitas Neto, o vice-governador Guilherme Melo, o senador Lucídio Portela, 10 deputados federais e 30 estaduais. Como nenhum candidato a governador recebeu metade mais um dos votos válidos, um segundo turno foi realizado em 25 de novembro e segundo a Constituição, o governador foi eleito para um mandato de quatro anos com início em 15 de março de 1991, sem direito a reeleição.
Natural de Teresina, o economista Freitas Neto é formado pela Universidade Mackenzie de São Paulo. Seu ingresso no serviço público ocorreu via Fomento Industrial do Piauí (FOMINPI) e depois foi diretor comercial das Águas e Esgotos do Piauí S/A (AGESPISA) no primeiro governo Alberto Silva. Eleito deputado estadual pela ARENA em 1974 e 1978, presidiu a Assembleia Legislativa (1977-1979) da qual se afastou para ocupar a Secretaria de Governo na gestão Lucídio Portela. Pelo PDS foi eleito deputado federal em 1982, porém licenciou-se para ocupar o cargo de prefeito de Teresina durante o primeiro governo Hugo Napoleão (1983-1986) a quem seguiu rumo ao PFL. Derrotado por Alberto Silva ao disputar o Palácio de Karnak em 1986, foi presidente das Telecomunicações do Piauí S/A (TELEPISA) por escolha do Ministro das Comunicações, Antônio Carlos Magalhães, e depois foi eleito presidente do diretório estadual do PFL no Piauí antes de vencer a eleição para governador em 1990.
Nascido em Teresina, o empresário Guilherme Melo formou-se em Administração de Empresas em 1977 no Centro Universitário de Brasília. Atuando no ramo imobiliário, integrou o Conselho Regional dos Corretores de Imóveis (CRECI) e assumiu uma diretoria na Associação Comercial do Piauí. Filho de João Mendes Olímpio de Melo e neto de Matias Olímpio, pertenceu ao MDB e depois presidiu o diretório municipal do PMDB em Teresina antes de mudar para o PDS. Assumiu a chefia da Casa Civil no primeiro governo Hugo Napoleão em 1983, diplomando-se advogado pela Universidade Federal do Piauí logo depois. Fiel politicamente a Lucídio Portela, de quem foi genro, elegeu-se deputado estadual em 1986 e vice-governaor em 1990, assumindo como governador após a renúncia de Freitas Neto em 1994.
Nascido em Valença do Piauí, o médico Lucídio Portela graduou-se em 1947 pela Universidade Federal do Rio de Janeiro, sendo especialista em Pneumologia pelo Ministério da Saúde, pós-graduado em Radiologia na Pontifícia Universidade Católica do Rio de Janeiro e em Gestão Hospitalar pelo Ministério do Planejamento, além de integrar a Associação Piauiense de Medicina, Sociedade Brasileira de Pneumologia e Tisiologia, o Colégio Brasileiro de Radiologia, Colégio Brasileiro de Cirurgiões e o Colégio Internacional de Cirurgiões. Irmão de Petrônio Portela, foi correligionário deste na UDN e na ARENA, sendo eleito governador do Piauí por via indireta em 1978. Liderança maior do PDS no estado após a morte do irmão em 1980, apoiou Paulo Maluf na eleição presidencial indireta de 1985, rompendo com o governador Hugo Napoleão, que aderiu ao PFL em apoio a Tancredo Neves. Eleito vice-governador na chapa de Alberto Silva em 1986, rompeu essa coligação a tempo de eleger-se senador com o apoio do PFL, em 1990.

## Resultado da eleição para governador

### Primeiro turno
Segundo o Tribunal Superior Eleitoral, houve 187.234 votos em branco (15,93%) e 54.294 votos nulos (4,62%) calculados sobre o comparecimento de 1.175.355 eleitores, com os 933.827 votos nominais assim distribuídos:
| Candidatos a governador do estado | Candidatos a vice-governador     | Número | Coligação                                                        | Votação | Percentual |
| --------------------------------- | -------------------------------- | ------ | ---------------------------------------------------------------- | ------- | ---------- |
| Freitas Neto PFL                  | Guilherme Melo PDS               | 25     | Frente de Recuperação do Piauí (PFL, PDS, PTB, PSC)              | 466.497 | 49,95%     |
| Wall Ferraz PSDB                  | Paulo Lages PMDB                 | 45     | Movimento de Integração do Piauí (PSDB, PMDB, PRN, PL, PDC, PTR) | 408.910 | 43,79%     |
| Antônio Neto PT                   | Luís Carlos Rodrigues Cruz PCdoB | 13     | Frente Piauí Popular (PT, PCdoB, PDT, PSB)                       | 53.485  | 5,73%      |
| Francisco Macedo PMN              | Pedro Queiroz PMN                | 33     | PMN (sem coligação)                                              | 4.935   | 0,53%      |
| Fontes:                           |                                  |        |                                                                  |         |            |

### Segundo turno
Segundo o Tribunal Superior Eleitoral, houve 18.566 votos em branco (1,66%) e 56.571 votos nulos (5,08%) calculados sobre o comparecimento de 1.114.395 eleitores, com os 1.039.258 votos nominais assim distribuídos:
| Candidatos a governador do estado | Candidatos a vice-governador | Número | Coligação                                                        | Votação | Percentual |
| --------------------------------- | ---------------------------- | ------ | ---------------------------------------------------------------- | ------- | ---------- |
| Freitas Neto PFL                  | Guilherme Melo PDS           | 25     | Frente de Recuperação do Piauí (PFL, PDS, PTB, PSC)              | 572.243 | 55,06%     |
| Wall Ferraz PSDB                  | Paulo Lages PMDB             | 45     | Movimento de Integração do Piauí (PSDB, PMDB, PRN, PL, PDC, PTR) | 467.015 | 44,94%     |
| Fontes:                           |                              |        |                                                                  |         |            |

## Resultado da eleição para senador
Segundo o Tribunal Superior Eleitoral, houve 761.675 votos nominais (64,80%), 366.540 votos em branco (31,19%) e 47.124 votos nulos (4,01%), resultando no comparecimento de 1.175.339 eleitores.
| Candidatos a senador da República | Candidatos a suplente de senador          | Número | Coligação                                                        | Votação | Percentual |
| --------------------------------- | ----------------------------------------- | ------ | ---------------------------------------------------------------- | ------- | ---------- |
| Lucídio Portela PDS               | Aquiles Nogueira PFL Jackson Nogueira PFL | 111    | Frente de Recuperação do Piauí (PFL, PDS, PTB, PSC)              | 373.982 | 49,10%     |
| Paulo Freitas PRN                 | -                                         | 361    | Movimento de Integração do Piauí (PSDB, PMDB, PRN, PL, PDC, PTR) | 307.607 | 40,39%     |
| Francisco Pedrosa PDT             | -                                         | 121    | Frente Piauí Popular (PT, PCdoB, PDT, PSB)                       | 72.010  | 9,45%      |
| Anselmo Oliveira de Moraes PMN    | -                                         | 331    | PMN (sem coligação)                                              | 8.076   | 1,06%      |
| Fontes:                           |                                           |        |                                                                  |         |            |

## Deputados federais eleitos
São relacionados os candidatos eleitos com informações complementares da Câmara dos Deputados.

Representação eleita
  PFL: 5
  PDS: 2
  PMDB: 2
  PSDB: 1

| Número  | Deputados federais eleitos | Partido | Votação | Percentual | Cidade onde nasceu | Unidade federativa |
| 2508    | Átila Lira                 | PFL     | 66.812  | 6,18%      | Piripiri           | Piauí              |
| 1113    | Benedito Sá                | PDS     | 63.381  | 5,87%      | Oeiras             | Piauí              |
| 4511    | Paulo Silva                | PSDB    | 55.402  | 5,13%      | Parnaíba           | Piauí              |
| 2510    | Paes Landim                | PFL     | 48.694  | 4,51%      | São João do Piauí  | Piauí              |
| 1101    | José Luís Maia             | PDS     | 41.913  | 3,88%      | Picos              | Piauí              |
| 1555    | Murilo Rezende             | PMDB    | 41.284  | 3,82%      | Piripiri           | Piauí              |
| 2507    | Jesus Tajra                | PFL     | 39.677  | 3,67%      | Teresina           | Piauí              |
| 2509    | Mussa Demes                | PFL     | 37.810  | 3,50%      | Floriano           | Piauí              |
| 1510    | João Henrique              | PMDB    | 36.931  | 3,42%      | Teresina           | Piauí              |
| 2511    | Ciro Nogueira              | PFL     | 35.025  | 3,24%      | Pedro II           | Piauí              |
| Fontes: |                            |         |         |            |                    |                    |

## Deputados estaduais eleitos
Estavam em jogo trinta cadeiras na Assembleia Legislativa do Piauí, ressalvada a efetivação de suplentes.

Representação eleita
  PFL: 12
  PMDB: 9
  PDS: 4
  PDC: 2
  PL: 2
  PT: 1

| Número  | Deputados estaduais eleitos | Partido | Votação | Percentual | Cidade onde nasceu  | Unidade federativa |
| 15110   | Marcelo Castro              | PMDB    | 21.567  | 2,00%      | São Raimundo Nonato | Piauí              |
| 25130   | Moraes Souza                | PFL     | 20.473  | 1,90%      | Parnaíba            | Piauí              |
| 11115   | Luiz Menezes                | PDS     | 17.533  | 1,63%      | Piripiri            | Piauí              |
| 11133   | Luciano Nunes               | PDS     | 16.892  | 1,57%      | Oeiras              | Piauí              |
| 25117   | Ismar Marques               | PFL     | 16.882  | 1,57%      | Luzilândia          | Piauí              |
| 15130   | Tomaz Teixeira              | PMDB    | 16.493  | 1,53%      | Campos Sales        | Ceará              |
| 25121   | Jesualdo Cavalcanti         | PFL     | 15.782  | 1,46%      | Corrente            | Piauí              |
| 15101   | Kleber Eulálio              | PMDB    | 15.410  | 1,43%      | Teresina            | Piauí              |
| 25136   | Barros Araújo               | PFL     | 14.906  | 1,38%      | Picos               | Piauí              |
| 25138   | Robert Freitas              | PFL     | 14.574  | 1,35%      | José de Freitas     | Piauí              |
| 25107   | Bona Medeiros               | PFL     | 14.209  | 1,32%      | União               | Piauí              |
| 15211   | Themístocles Filho          | PMDB    | 13.897  | 1,29%      | Teresina            | Piauí              |
| 17102   | Paulo Henrique              | PDC     | 13.811  | 1,28%      | São João do Piauí   | Piauí              |
| 22111   | Xavier Neto                 | PL      | 13.716  | 1,27%      | Amarante            | Piauí              |
| 15216   | João Silva Neto             | PMDB    | 13.675  | 1,27%      | Parnaíba            | Piauí              |
| 17101   | José Isaías da Silva        | PDC     | 13.562  | 1,26%      | Oeiras              | Piauí              |
| 15111   | Francílio Almeida           | PMDB    | 13.528  | 1,26%      | Teresina            | Piauí              |
| 25131   | Sabino Paulo                | PFL     | 12.937  | 1,20%      | São João do Piauí   | Piauí              |
| 15123   | Batista Dias                | PMDB    | 12.907  | 1,20%      | São Raimundo Nonato | Piauí              |
| 25134   | Sebastião Leal              | PFL     | 12.744  | 1,18%      | Uruçuí              | Piauí              |
| 25112   | Wilson Brandão              | PFL     | 12.695  | 1,18%      | Rio de Janeiro      | Rio de Janeiro     |
| 15199   | Warton Santos               | PMDB    | 12.628  | 1,17%      | Picos               | Piauí              |
| 22110   | Adolfo Nunes                | PL      | 12.532  | 1,16%      | Teresina            | Piauí              |
| 15133   | César Sindô                 | PMDB    | 12.209  | 1,13%      | Alto Longá          | Piauí              |
| 25135   | César Melo                  | PFL     | 12.148  | 1,13%      | Campo Maior         | Piauí              |
| 25114   | Fernando Monteiro           | PFL     | 12.061  | 1,12%      | Teresina            | Piauí              |
| 25115   | Waldemar Macedo             | PFL     | 11.945  | 1,11%      | São Raimundo Nonato | Piauí              |
| 11155   | Pedro Borges                | PDS     | 11.514  | 1,07%      | Picos               | Piauí              |
| 11117   | Eurimar Nunes               | PDS     | 11.501  | 1,07%      | Canto do Buriti     | Piauí              |
| 13130   | Nazareno Fonteles           | PT      | 9.170   | 0,85%      | Acaraú              | Ceará              |
| Fontes: |                             |         |         |            |                     |                    |

## Estatísticas parlamentares
Na análise da tabela a seguir, o número de deputados federais e estaduais agrupados na coluna "antes" reflete as bancadas existentes sob a Resolução n.º 16.347 baixada pelo Tribunal Superior Eleitoral em 27 de março de 1990 para disciplinar a filiação partidária.
| Partido | Antes | Em 1990 | Variação |
| ------- | ----- | ------- | -------- |
| PFL     | 05    | 05      |          |
| PDS     | 02    | 02      |          |
| PMDB    | 00    | 02      |          |
| PSDB    | 02    | 01      |          |
| PCdoB   | 01    | 00      |          |

| Partido | Antes | Em 1990 | Variação |
| ------- | ----- | ------- | -------- |
| PFL     | 13    | 12      |          |
| PMDB    | 06    | 09      |          |
| PDS     | 04    | 04      |          |
| PDC     | 00    | 02      |          |
| PL      | 06    | 02      |          |
| PT      | 00    | 01      |          |
| PSDB    | 01    | 00      |          |